# ديبرا أ. كيمب
ديبرا أ. كيمب (بالإنجليزية: Debra A. Kemp)‏ (7 مارس 1957، هايلاند ،مقاطعة ليك في الولايات المتحدة - 8 فبراير 2015، نوبلسفيل في الولايات المتحدة)؛ كاتِبة وروائية أمريكية.